# 覆瓦繁缕
覆瓦繁缕（学名：Stellaria imbricata）是石竹科繁缕属的植物。分布在俄罗斯以及中国大陆的新疆等地，多生在山坡或山坡河边，目前尚未由人工引种栽培。